# Малая Чёрная (приток Чёрной, притока Вятки)
Малая Чёрная — река в России, протекает по Омутнинскому району Кировской области. Устье реки находится в 10 км по левому берегу реки Чёрная. Длина реки составляет 10 км.
Исток реки на Верхнекамской возвышенности в болотах в 23 км к северо-востоку от посёлка Чёрная Холуница. Река течёт на северо-восток и восток, всё течение проходит по ненаселённому заболоченному лесному массиву.

## Данные водного реестра
По данным государственного водного реестра России относится к Камскому бассейновому округу, водохозяйственный участок реки — Вятка от истока до города Киров, без реки Чепца, речной подбассейн реки — Вятка. Речной бассейн реки — Кама.
Код объекта в государственном водном реестре — 10010300212111100030122.